# Прато ало Стелвио
Пра̀то ало Стѐлвио (на италиански: Prato allo Stelvio; на немски: Prad am Stilfserjoch, Прад ам Щилфсерйох) е малко градче и община в Северна Италия, автономна провинция Южен Тирол, автономен регион Трентино-Южен Тирол. Разположено е на 915 m надморска височина. Населението на общината е 3349 души (към 2010 г.).

## Език
Официални общински езици са и италианският и немският. Най-голямата част от населението говори немски. В общината се говори и други романски език, ладинският.
| %     | Роден език      |
| 2,73  | Италиански език |
| 97,21 | Немски език     |
| 0,06  | Ладински език   |